# Joseph Emmanuel Ghislain Roulez

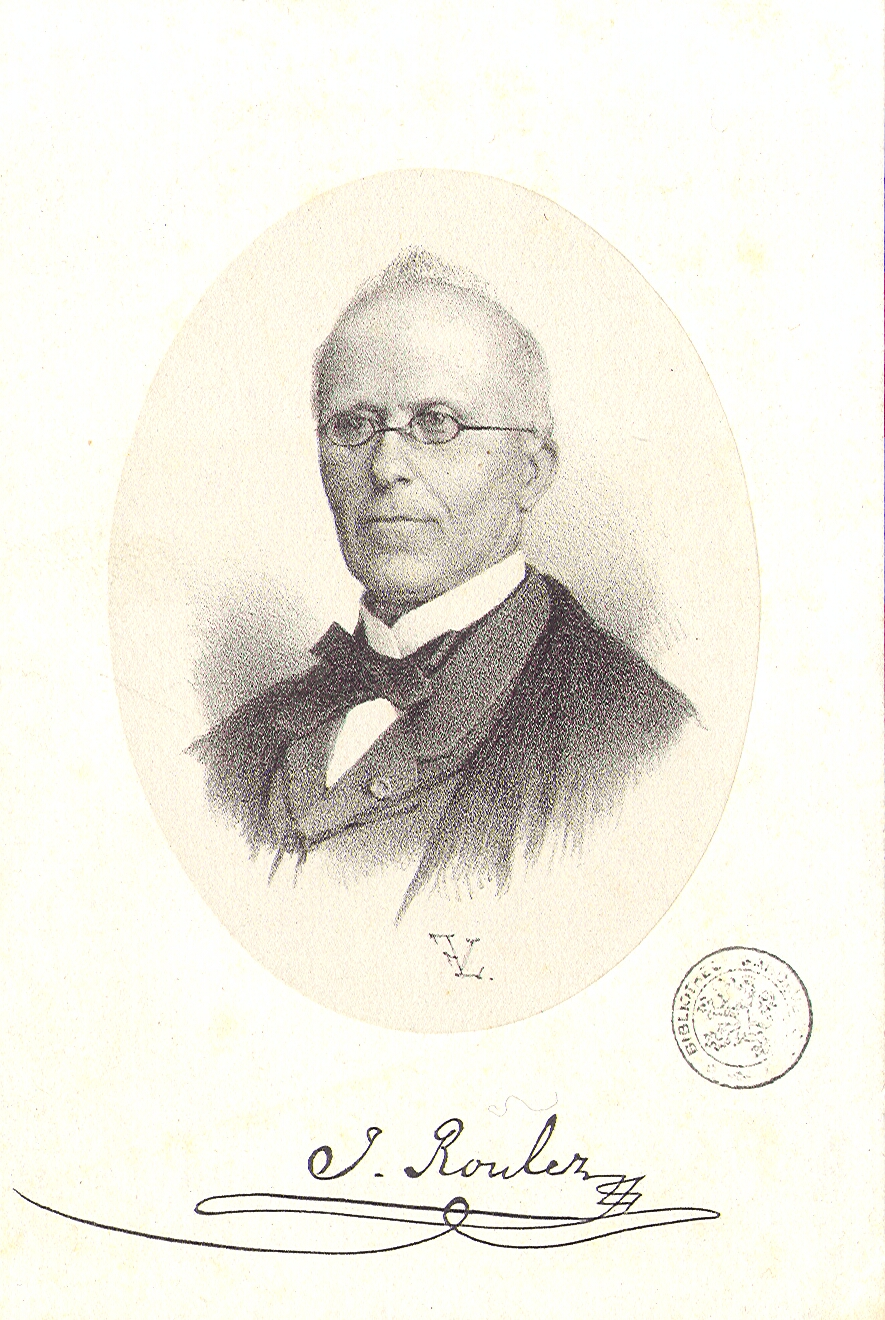
Joseph Roulez

Joseph Emmanuel Ghislain Roulez (* 6. Februar 1808 in Nivelles; † 6. oder 16. März 1878 in Gent) war ein belgischer Klassischer Philologe, Archäologe und Epigraphiker.

## Leben

### Werdegang
Joseph Roulez wurde in der Provinz Brabant als Sohn des Notars Emmanuel Roulez geboren. Er besuchte zuerst das Collège in Nivelles und immatrikulierte sich dann an der Universität Löwen und hörte unter anderem philologische Vorlesungen bei Georg Joseph Bekker (1792–1837). Während des Studiums löste er 1825 die Preisaufgabe Commentatio de Carneade Cyrenaeo der Universität Gent und 1828 die Aufgabe Commentatio de vita et scriptis Heraclidis Pontici der Universität Löwen.
Nach Beendigung des Studiums war er von 1825 bis 1826 als Lehrer am Collège in Mons tätig und erwarb in dieser Zeit durch seine Inauguraldissertation Observationes criticae in Themistii orationes 1828 an der Universität Löwen den Dr. phil. Noch im selben Jahr ging er mit einem Reisestipendium nach Deutschland, um seine philologischen und archäologischen Studien an der Universität Heidelberg bei Friedrich Creuzer und Johann Christian Felix Bähr, zeitweise an der Universität Bonn sowie an der Universität Berlin bei August Boeckh, Immanuel Bekker, Karl Lachmann, Georg Wilhelm Friedrich Hegel, Heinrich Ritter und Ernst Heinrich Toelken fortzusetzen. 1830 studierte er an der Universität Göttingen und hörte Vorlesungen bei Karl Otfried Müller, Georg Ludolf Dissen und Arnold Heeren.
Nach seiner Rückkehr nach Belgien wurde er 1832 zum Professor der griechischen Sprache an den oberen Klassen des Königliche Athenäums in Gent ernannt.
Er promovierte 1834 als Existenzsicherung noch zum Dr. jur.
1835 erfolgte seine Ernennung zum außerordentlichen Professor und 1837 zum ordentlichen Professor an der Universität Gent; er übte das Lehramt über griechische und römische Literatur, Archäologie und römische Altertümer sowie auch über römische Rechtsgeschichte, Enzyklopädie der Rechtswissenschaft, Logik und Neuere Geschichte bis 1863 aus.
Er war 1846 sowie von 1857 bis 1864 Rektor der Universität, und 1849 wurde er Mitglied eines neu eingerichteten Studienrates und Inspektor der Mittelschulen sowie Mitglied der Prüfungskommission; die ihm angebotene Stelle eines General-Inspektors des Studienwesens schlug er jedoch aus, um weiter in seinem Lehramt tätig sein zu können.
Er wurde 1863 zum Kurator der Universität ernannt und blieb bis zu seiner gesundheitsbedingten Emeritierung 1873 in diesem Amt.

### Wirken
Joseph Roulez verfasste zahlreiche Arbeiten auf den Gebieten der Archäologie, der Epigraphik und der römischen Altertumskunde, die er überwiegend in den Mémoires und in den Bulletins der Königlichen belgischen Akademie der Wissenschaften veröffentlichte. Einige seiner Arbeiten publizierte er auch in der Revue de l’instruction publique en Belgique, die in Gent herausgegeben von Joseph Gantrelle (1809–1893), Louis Roersch (1831–1891), Auguste Wagener (1829–1896) erschien.
Seine Forschungen führten zur Entdeckung zahlreicher römischer Artefakte in Belgien und weckten das Interesse an archäologischen Forschungen in der Region.

## Mitgliedschaften
Joseph Roulez war seit 1835 korrespondierendes und seit 1837 ordentliches Mitglied der Königlich belgischen Akademie der Wissenschaften, der er seit 1867 auch als Direktor der classe des lettres angehörte.
Durch seine Mitgliedschaft in der 1842 gegründeten Académie d’archéologie de Belgique konnte er erheblichen Einfluss auf die belgische Archäologie ausüben, und durch seine Mitgliedschaft in der Société des Antiquaires de Normandie stand er auch in Kontakt mit französischen Archäologen.
Er war seit 1850 korrespondierendes Mitglied der Académie des inscriptions et belles-lettres.
Er war weiterhin korrespondierendes Mitglied in der Königlich Niederländischen Akademie der Wissenschaften, der Gesellschaft der Wissenschaften zu Göttingen (1844), der Königlich-Bayerischen Akademie der Wissenschaften (1853),  der Königlich Preußischen Akademie der Wissenschaften in Berlin (1855) und der Accademia delle Scienze di Torino (1843) sowie der Accademia Pontaniana und der Pontificia Accademia Romana di Archeologia.

## Schriften (Auswahl)
- Responsia ad quaestionem ab ordine philosophorum et literatorum, in academia gandavensi propositam. Gent 1825 (Digitalisat).
- Commentatio de vita et scriptis Heraclidae Pontici. Löwen 1828 (Digitalisat).
- Observationes criticae in Themistii orationes. Löwen 1828 (Digitalisat).
- Ptolemæi Hephæstionis novarum historiarum. Leipzig, Aachen und Brüssel 1834 (Digitalisat).
- Recherches paléographiques sur l’inscription itinéraire de Tongres. 1837 (Digitalisat).
- Notice sur un anneau antique en or, trouvé dans les environs de Spa. 1837 (Digitalisat).
- Observations sur divers points obscurs de l’histoire de la constitution de l’ancienne Rome. In: Mémoires de l’Académie royale de Belgique, Band 10, 1837, S. 2–32 (Digitalisat).
- Sur le mythe de Dédale considéré par rapport à l’origine de l’art grec. In: Mémoires de l’Académie royale de Belgique, Band 10, 1837, S. 2–16 (Digitalisat).
- Note sur la découverte d’urnes cinéraires à Audenaerde. 1838 (Digitalisat).
- Rapport sur quelques objets antiqués découverts à Schaesberg. 1838 (Digitalisat).
- Mélanges de philologie, d’histoire et d’antiquités.
  - Band 1. Brüssel 1838.
  - Band 2. Brüssel 1840.
  - Band 3. Brüssel 1842.
  - Band 4. Brüssel 1843 (Digitalisat).
  - Band 5. Brüssel 1846 (Digitalisat).
  - Band 6. Brüssel 1850.
  - Band 7. Brüssel 1857.
- Sur quelques inscriptions latines: suite. 1840 (Digitalisat).
- Archéologie. 1840 (Digitalisat).
- Térée poursuivant Philomèle et Procne. 1841 (Digitalisat).
- Amphion et Zethus. 1842 (Digitalisat).
- Mémoire pour servir à expliquer les peintures d’une coupe de Vulci, représentant des exercices gymnastiques. In: Mémoires de l’Académie royale de Belgique, Band 16/1, 1843, S. 1–32 (Digitalisat).
- Amphiaraus prenant congé d’Eriphyle. 1844 (Digitalisat).
- Notice sur un bas-relief funéraire du musée d’Arezzo représentant une scène de toilette. In: Mémoires de l’Académie royale de Belgique, Band 19, 1845, S. 1–15 (Digitalisat).
- Lycurge, furieux. Paris 1846 (Digitalisat).
- Antiquités nationales. 1847 (Digitalisat).
- Découvertes d’antiquités en Belgique. In: Jahrbücher des Vereins von Alterthumsfreunden im Rheinlande, Band 11, 1847, S. 32–42 (pdf).
- Mort et apotheose d’Hercule. 1848 (Digitalisat).
- Bibliotheca scriptorum graecorum et romanorum Teubneriana. 1852 (Digitalisat).
- Du contingent fourni par les peuples de la Belgique aux armées de l’Empire romain. In: Mémoires de l’Académie royale de Belgique, Band 27, 1853, S. 1–25 (Digitalisat).
- Sur une inscription latine de Tivoli. 1854 (Digitalisat).
- Choix de vases peints du musée d’antiquités de Leide. Gent 1854 (Digitalisat).
- Examen de la question. 1856 (Digitalisat).
- Pélops et Œnomaüs. Explication d’un bas-relief antique. In: Mémoires de l’Académie royale de Belgique, Band 30, 1857, S. 1–13 (Digitalisat).
- Université de Gand. 1858 (Digitalisat).
- Notice bibliographique. 1859 (Digitalisat).
- Le départ de Bellerophen. 1859 (Digitalisat).
- Un miroir et deux trépieds étrusques en bronze. Rom 1862 (Digitalisat).
- Titi Livii ab urbe condita libri II, III, XXI, XXII. Lüttich 1863 (Digitalisat).
- Sur le projet de donner la forme de Dolmen au piédestal de la statue d’Ambiorix. 1865 (Digitalisat).
- Les légats propréteurs et les procurateurs des provinces de Belgique et de la Germanie inférieure. In: Mémoires de l’Académie royale de Belgique, Band 41, 1875, S. 1–75 (Digitalisat).